# 10대 백만장자
《10대 백만장자》(The Teenage Millionaire)는 미국에서 제작된 로렌스 도헤니 감독의 1961년  영화이다. 지미 클랜튼 등이 주연으로 출연하였다.

## 출연

### 주연
- 지미 클랜튼
- 록키 그라지아노

### 조연
- 자수 피츠
- 다이안 저겐스
- 처비 체커
- 디온 디머치
- 잭 라슨
- 빅키 스펜서
- 에일린 오닐
- 시드 굴드
- 조안 타버
- 모리스 고스필드

## 기타
- 세트: 해리 고든